# Marambiornis exilis
Marambiornis exilis är en utdöd fågel i familjen pingviner inom ordningen pingvinfåglar. Den beskrevs 2002 utifrån fossila lämningar från eocen funna i Antarktis.